# Ханю

36°10′22″ пн. ш. 139°32′55″ сх. д. / 36.17278° пн. ш. 139.54861° сх. д.
Ханю́ (яп. 羽生市, はにゅうし, МФА: [haɲuː ɕi̥]) — місто в Японії, в префектурі Сайтама.

## Короткі відомості
Розташоване в північно-східній частині префектури, в середньому басейні річки Тоне. Виникло на початку 17 століття на основі постоялого містечка. Основою економіки є текстильна промисловість. Традиційне ремесло — виготовлення синьої бавовни. Місто описане в оповіданні «Сільський вчитель» Такаями Катая. Станом на 1 жовтня 2008 площа міста становила 58,55 км². Станом на 1 січня 2009 населення міста становило 56 678 осіб.

## Міста-побратими
- Baguio, Філіппіни (1969)
- Канеяма, Японія (1982)
- Durbuy, Бельгія (1994)